# Quản Đạo Thăng
Quản Đạo Thăng (chữ Hán: 管道昇; 1262 - 1319), tự Trọng Cơ (仲姬), Dao Cơ (瑤姬), là một nữ thi nhân, họa gia đời nhà Nguyên. Có thuyết cho rằng bà là người Ngô Hưng, là vợ của Triệu Mạnh Phủ (趙孟頫). Năm 1317, bà được Nguyên Nhân Tông phong làm Ngụy Quốc phu nhân (魏國夫人), nên còn được gọi với tên là Quản phu nhân (管夫人).
Quản Đạo Thăng tâm tính Phật giáo, lại giỏi vẽ tranh về các loại cây trúc, hoa mai, hoa lan. Bà còn giỏi về thư pháp, tranh sơn thủy, tranh vẽ Phật, thơ từ.

## Tác phẩm lưu truyền

### Thư pháp, tranh họa
- Triệu Quản lan trúc hợp bích quyển (趙管蘭竹合壁卷).
- Triệu Quản lan xích độc bích quyển (趙管尺牘合璧巻).
- Triệu thị nhất môn tam trúc đồ quyển (趙氏一門三竹圖卷).
- Ngư lam quan âm đồ (魚籃觀音圖), Thủy trúc đồ (水竹圖), Mặc trúc đồ (墨竹圖), Trúc thạch đồ (竹石圖).

### Thơ từ
- Ngã nùng từ (我儂詞).
- Ngư phụ từ (漁父詞).
- Ký tử ngang quân mặc trúc (寄子昂君墨竹).
- Đề họa trúc (題畫竹).
- Mặc trúc phổ (墨竹譜), sau được ghi chép vào Cổ kim đồ thư tập thành (古今圖書集成).